# Port Bunyala
Port Bunyala är en ort i Kenya.   Den ligger i länet Busia, i den västra delen av landet, 400 km väster om huvudstaden Nairobi. Port Bunyala ligger 1 183 meter över havet och antalet invånare är 6 793.
Terrängen runt Port Bunyala är huvudsakligen platt. Port Bunyala ligger uppe på en höjd. Runt Port Bunyala är det ganska tätbefolkat, med 144 invånare per kvadratkilometer. Port Bunyala är det största samhället i trakten. Omgivningarna runt Port Bunyala är en mosaik av jordbruksmark och naturlig växtlighet.